# El enfermo imaginario

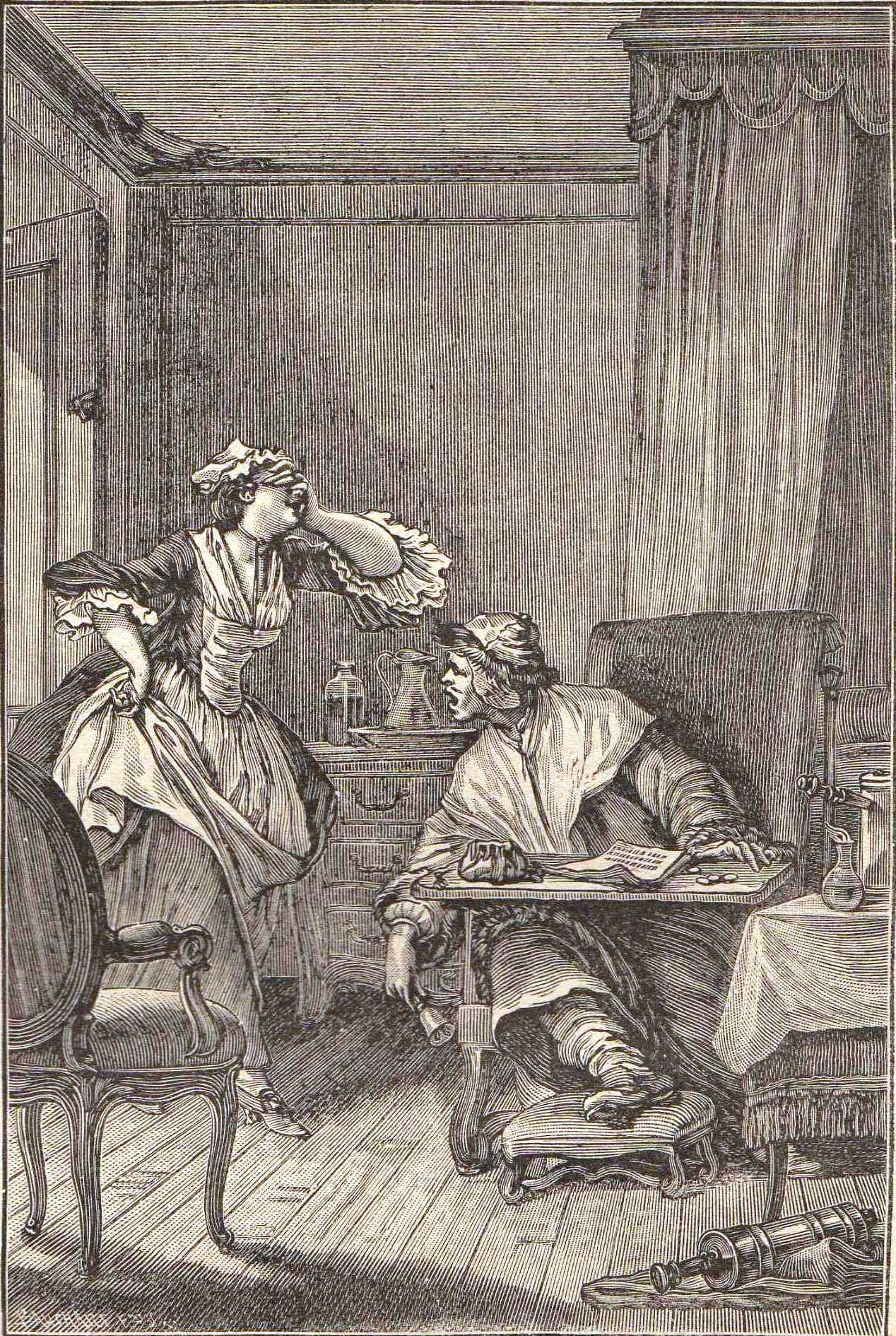
Le Malade imaginaire, grabado de Moreau..

El enfermo imaginario (Le malade imaginaire) es la última comedia escrita por el dramaturgo francés Jean-Baptiste Poquelin, también llamado Moliére Es una comedia-ballet en tres actos (cada uno con ocho, nueve y quince escenas, respectivamente), escrita en verso que fue representada en el Teatro del Palacio Real el 10 de febrero de 1673 por la compañía de Molière. Se inspira en la comedia del arte. La música es de Marc-Antoine Charpentier; y los ballets, de Pierre Beauchamp. 

## La música en la obra
La obra se concibió en un principio con intermedios musicales al final de cada acto, incluida la entronización final de Argan como médico. Además, Cléante y Angélique cantan una pequeña pieza al inicio del segundo acto. El autor recurrió a Marc-Antoine Charpentier para la composición. 
La partitura, que se creía perdida, fue encontrada en los archivos de la Comédie-Française por William Christie, quien la interpretó integralmente con Les Arts Florissants durante una representación en el teatro de Châtelet, el 16 de marzo de 1990. 
Hasta ese momento, otros compositores trataron de ilustrar musicalmente la obra. Entre ellos destaca Jacques Offenbach, en 1851.

## Personajes
- Argán, personaje principal
- Bélisa, la segunda esposa de Argán.
- Angélica, hija de Argán, enamorada de Cleonte.
- Luisita, la hija pequeña de Argán, hermana de Angélica.
- Béraldo, hermano de Argán.
- Cleonte, amante de Angélica.
- El Sr. Diafoirus, un médico.
- Thomas Diafoirus, su hijo, comprometido con Angélica por su padre.
- El Sr. Purgon, médico de Argán.
- El Sr. Fleurant, un boticario.
- El Sr. de Bonnefoi, un notario.
- Antoinette, criada de Argán...

## Grabaciones de audio

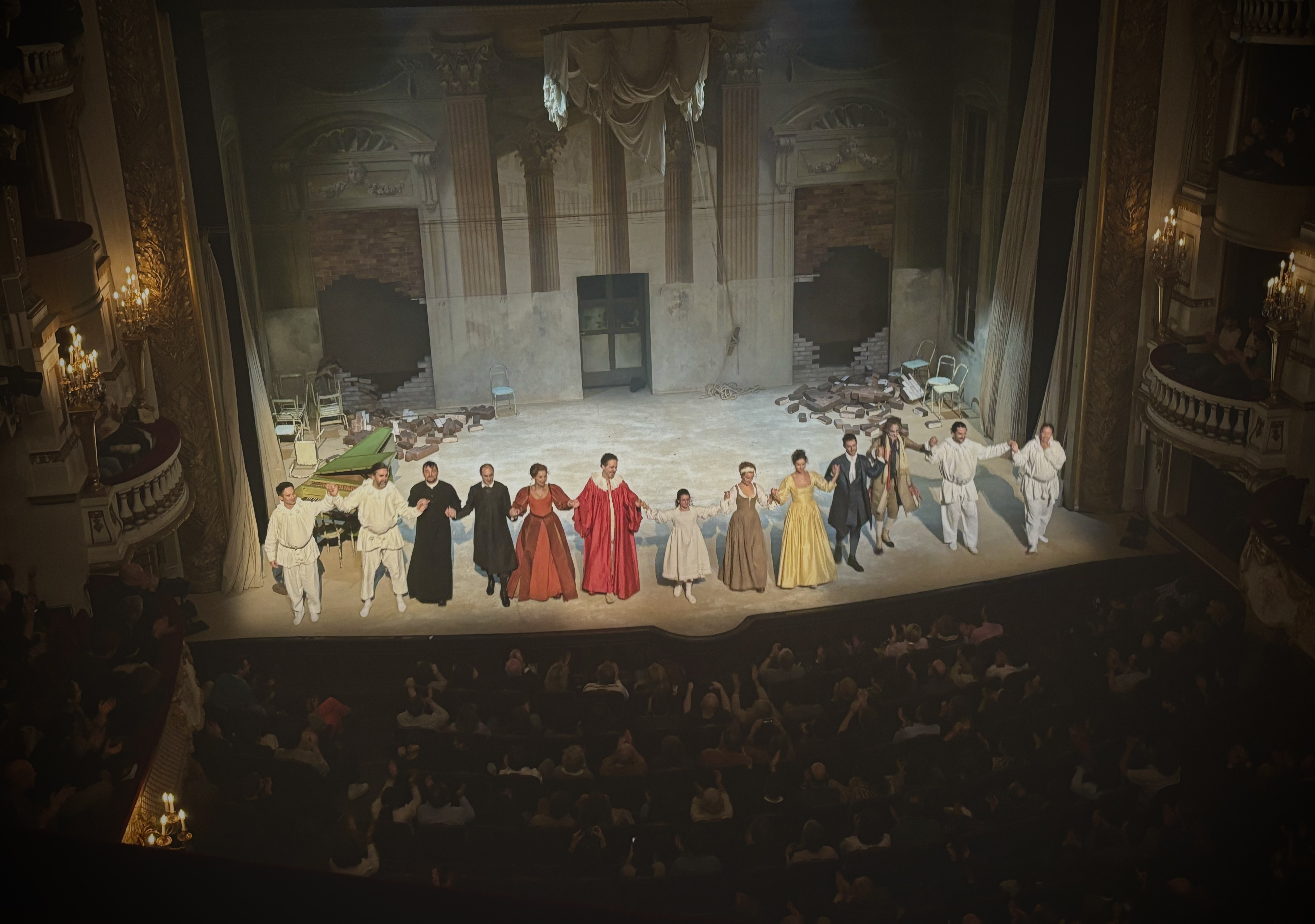
El elenco de El enfermo imaginario, en una representación de la Comédie-Française, París.

En 1998, el LA Theatre Works grabó y lanzó una producción que ofrece una adaptación por Beth Miles (quien también dirigió la producción) basada en la traducción de John Wood e interpretada por The Actors' Gang. Hasta la fecha, esta es la única grabación en inglés de esta obra.

## La leyenda
La superstición que mueve a los actores, sobre todo los de teatro, a no utilizar el  color amarillo en escena, ya que consideran que este color puede llevarles a la mala suerte o el fracaso en escena, proviene del dramaturgo y actor francés Jean-Baptiste Poquelin (1622-1673), conocido por Molière.
En febrero de 1673 Molière estrenó el ballet-comedia El enfermo imaginario, una obra que en clave de humor y sátira se centraba en los médicos. Pocos días después del estreno, en plena representación, el dramaturgo se sintió indispuesto, y murió unas horas más tarde en su domicilio. En la representación, popularmente, en España se ha dicho que Molière vestía ropas de color amarillo, cuando realmente éstas eran de color amaranto, rojo tirando a granate.
Este falso hecho ha supuesto que en España se piense que vestir de amarillo a la hora de actuar da mala suerte.